# Dạng tập hợp khoáng vật
Trong khoáng vật học, hình dạng và kích thước được sử dụng để mô tả cho các kiểu (còn gọi là dạng thường hay tập tính) phát triển của các tinh thể thường gặp nhất, hay các tinh thể xuất hiện phổ biến của mỗi khoáng vật.
Dạng thường tinh thể hay tập tính tinh thể là hình dạng bên ngoài đặc trưng của một tinh thể đơn lẻ hay của một nhóm tinh thể. Dạng thường tinh thể phụ thuộc vào dạng tinh thể học và các điều kiện phát triển, nói chung tạo ra các bất thường do không gian hạn hẹp của môi trường kết tinh, điều thường thấy trong các loại đá.

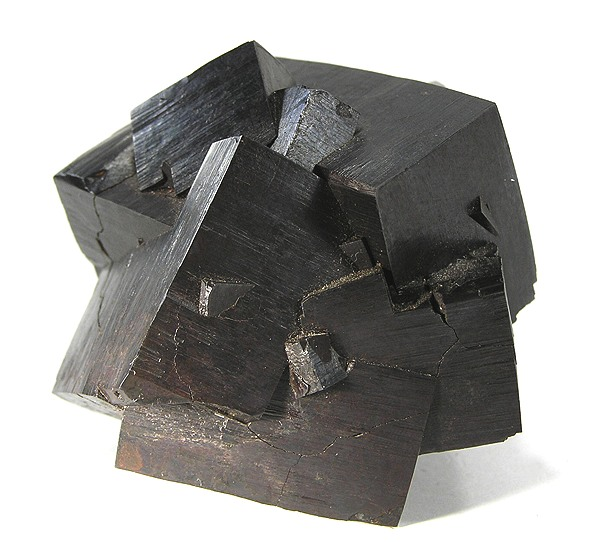
Goethit thay thế các khối lập phương của pyrit.

Một số thuật ngữ được các nhà khoáng vật học sử dụng dùng để mô tả các dạng thường tinh thể rất hữu dụng để phân biệt các khoáng vật gần giống nhau. Việc phân biệt một số dạng thường giúp các nhà khoáng vật học xác định một lượng lớn các khoáng vật. Một số dạng thường chỉ đặc trưng cho một số loại khoáng vật, mặc dù hầu hết các khoáng vật tồn tại ở một số dạng thường khác nhau (sự hình thành các dạng thường đặc biệt được xác định bởi các điều kiện cụ thể trong quá trình khoáng vật đó kết tinh). Dạng thường tinh thể thường bị nhầm lẫn khi cấu trúc bên trong tinh thể không thể hiện rõ.
Các yếu tố ảnh hưởng đến dạng thường tinh thể bao gồm: sự kết hợp của hai hay nhiều dạng tinh thể; các tạp chất trong quá trình phát triển tinh thể; song tinh và các điều kiện phát triển tinh thể (như nhiệt độ, áp suất, không gian) cũng như các điều kiện phát triển cụ thể, như sự tạo khía. Các khoáng vật thuộc cùng một hệ tinh thể không nhất thiết phải có cùng một dạng thường. Một số dạng thường của khoáng vật là duy nhất đối với các biến thể của nó cũng như tùy theo khu vực: ví dụ như hầu hết sa phia kết tinh ở dạng hình thùng thuôn dài, nhưng các tinh thể tìm thấy ở Montana lại có hình bảng mập. Dạng bảng mập thường chỉ có thể thấy ở ruby. Cả ruby và saphia đều là các biến thể của corundum.
Một số khoáng vật có thể thay thế các khoáng vật có trước nhưng vẫn giữ được dạng nguyên thủy của chúng: quá trình này gọi là sự thay thế đồng hình. Ví dụ phổ biến nhất là trong thạch anh đá mắt hổ thì amiăng của crocidolit được thay thế bằng silica. Trong khi thạch anh ở dạng tự hình (euhedral) thường tạo ra các tinh thể thuôn dài giống hình lăng trụ, thì dạng sợi nguyên thủy của crocidolit được bảo tồn trong đá mắt hổ.
Việc công nhận dạng thường tinh thể có thể hỗ trợ trong việc nhận dạng và mô tả khoáng vật, do dạng thường tinh thể là biểu hiện bề ngoài của sắp xếp nguyên tử có trật tự nội tại. Tuy nhiên, phần lớn các tinh thể tự nhiên lại không thể hiện các dạng thường lý tưởng và nói chung bị biến dạng. Vì thế, điều cũng rất quan trọng là mô tả chất lượng của hình dạng của mẫu khoáng vật:
- Tự hình (tiếng Anh: euhedral, idiomorphic, automorphic; tiếng Trung: 自形): Tinh thể có giới hạn toàn bộ bằng các mặt đặc trưng của nó, được tạo hình dạng tốt;
- Á tự hình (tiếng Anh: subhedral, hypidiomorphic, hypautomorphic, tiếng Trung: 亚自形): Tinh thể có giới hạn một phần bằng các mặt đặc trưng của nó cũng như một phần bằng các bề mặt bất thường;
- Tha hình (tiếng Anh: anhedral, xenomorphic, allotriomorphic; tiếng Trung: 它形): Tinh thể không có bất kỳ mặt đặc trưng nào, bị biến dạng hoàn toàn.

## Danh sách các dạng thường
| Dạng thường:                           | Mô tả: | Ví dụ:                                                                 |
| Dạng kim                               | Hình kim, thanh mảnh hay thon búp măng. | Natrolit, Rutil trong thạch anh                                        |
| Hạnh nhân                              | Dạng hạnh nhân | Heulandit, Zircon á tự hình.                                           |
| Lưỡi dao                               | Dạng lưỡi dao, thanh mảnh và dẹt | Actinolit, Kyanit, Stilbit                                             |
| Chùm nho hoặc hình cầu                 | Như chùm nho, các khối bán cầu | Hematit, Pyrit, Malachit, Smithsonit, Hemimorphit, Adamit và Variscit. |
| Trụ                                    | Giống sợi: Các lăng trụ dài, thanh mảnh thường với sự phát triển song song | Canxit, Thạch cao, Selenit                                             |
| Mào gà                                 | Tập hợp các tinh thể dạng bảng hay bông dễ bong ra xếp sát nhau. | Barit, Marcasit                                                        |
| Lập phương                             | Hình lập phương. | Galena, Halit, Pyrit                                                   |
| Cành cây hay hình cây                  | Giống như các nhánh của cây tỏa ra từ điểm trung tâm theo một hay nhiều hướng. | Đồng nguyên sinh, Magnesit, Romanechit.                                |
| Hình mười hai mặt, thập nhị diện       | Hình 12 mặt thoi | Granat                                                                 |
| Tinh đám hay bao vỏ cứng               | Tập hợp nhiều tinh thể nhỏ phát triển từ một bề mặt hay một hốc | Azurit, Malachit, Uvarovit                                             |
| Đối xứng gương, đối hình               | Các tinh thể phát triển đối xứng gương (song tinh), giống như tay phải và tay trái | Plagioclase, Staurolit, Thạch anh                                      |
| Đẳng trục, hình trụ mập, hình trụ ngắn | Dài, rộng và cao gần tương đương | Granat, Olivin                                                         |
| Sợi                                    | Gồm các lăng trụ rất thanh mảnh | Tremolit (Amiăng), nhóm Serpentin                                      |
| Hình chỉ hay mao quản                  | Giống như tóc hay sợi chỉ rất mỏng | Nhiều loại Zeolit                                                      |
| Lá, phiến (lớp) hay mica               | Cấu tạo phân lớp, có thể tách ra thành tấm mỏng | Mica (Muscovit, Biotit)                                                |
| Hạt                                    | Tập hợp các hạt tinh thể tha hình trong chất nền. | Bornit, Scheelit                                                       |
| Nửa hình                               | Tinh thể bị giới hạn bởi các mặt khác nhau ở hai đầu. | Albait, Hemimorphit                                                    |
| Sáu mặt, lục diện                      | Hình lăng trụ lục diện (6 mặt) | Hanksit, Thạch anh                                                     |
| Tinh thể phễu                          | Giống như lập phương, nhưng các phần bên ngoài của lập phương phát triển nhanh hơn các phần bên trong, tạo ra mặt lõm | Bismuth tổng hợp, Canxit, Halit                                        |
| Hình vú, cồn, gò                       | Giống như vú. Bề mặt được hình thành bởi sự giao cắt nhau của các khối hình cầu một phần. | Hematit, Malachit                                                      |
| Khối đặc sít                           | Không có hình dạng, không có hình dạng tinh thể ở mặt ngoài | Chu sa, Hùng hoàng, Limonit, Ngọc lam                                  |
| Mấu, củ                                | Lắng đọng hình gần cầu với các nhú bất thường | Canxedon                                                               |
| Tám mặt, bát diện                      | Hình tám mặt (bát diện), hình chóp kép (song chùy) vuông | Fluorit, Kim cương, Magnetit                                           |
| Dẹt                                    | Phẳng, hình bản/phiến/tấm, các tấm dễ thấy | Wulfenit                                                               |
| Lông chim                              | Các vảy giống lông chim mịn | Aurichalcit, Boulangerit, Mottramit                                    |
| Lăng trụ                               | Giống lăng trụ thuôn dài: các mặt tinh thể phát triển tốt song song với trục đứng. | Beryl, Tourmalin                                                       |
| Giả sáu mặt, giả lục diện              | Hình dạng sáu mặt (lục diện) nhưng thực chất là song tinh tuần hoàn | Aragonit, Chrysoberyl                                                  |
| Tỏa tia, phân kỳ                       | Từ điểm trung tâm các tia tỏa ra theo nhiều hướng nhưng không tạo ra hình sao (các tinh thể nói chung tách biệt và có chiều dài khác nhau) | Stibnit (Antimonit)                                                    |
| Hình thận, hình hạt gạo dính           | Gồm các khối giống như thận giao cắt nhau | Greenockit, Hematit, Pyrolusit                                         |
| Mạng lưới                              | Các tinh thể kết hợp với nhau như mạng lưới | Cerussit                                                               |
| Nơ hoa hồng, hạt đậu                   | Các tấm tinh thể tỏa ra theo nhiều hướng giống như nơ hoa hồng | Thạch cao, Barit (hồng sa mạc)                                         |
| Xương bướm                             | Dạng nêm | Sphen                                                                  |
| Nhũ đá, chuông đá                      | Tạo thành như là nhũ đá hay măng đá: Hình trụ hay hình nón | Canxit, Goethit, Malachit                                              |
| Hình sao                               | Tỏa tia từ một điểm giống hình ngôi sao để tạo ra các hình cầu tổng thể (các tinh thể không hoặc chia tách yếu và có chiều dài tương đương). | Aragonit, Pyrit mặt trời, Pyrophyllit, Wavellit                        |
| Vết khía                               | Tự nó không là một một dạng thường tinh thể, mà là một điều kiện trong số các đường nét có thể phát triển trên các mặt tinh thể nhất định trên một số khoáng vật nào đó. Trên mặt tinh thể có các vết khía nằm trong mặt phẳng vuông góc với phương phát triển tinh thể. | Feldspar, Pyrit, Sphalerit, Thạch anh, Tourmalin                       |
| Dạng bảng                              | Thuôn dài hơn so với đẳng trục, dài hơi lớn hơn rộng, hình tấm phẳng. | Feldspar, Topaz                                                        |
| Bốn mặt, tứ diện                       | Hình bốn mặt (tứ diện), hình chóp tam giác (4 mặt) | Magnetit, Spinel, Tetrahedrit                                          |
| Bó lúa                                 | Giống như bó lúa bó bằng tay | Stilbit                                                                |